# Brouwer (cràter)
Brouwer és un gran cràter d'impacte que es troba a l'hemisferi sud de la cara oculta de la Lluna. Envaint la vora occidental de Brouwer es troba el cràter més recent i una mica menor Langmuir. Més cap a l'est-sud-est apareix la plana emmurallada del cràter més gran Blackett.

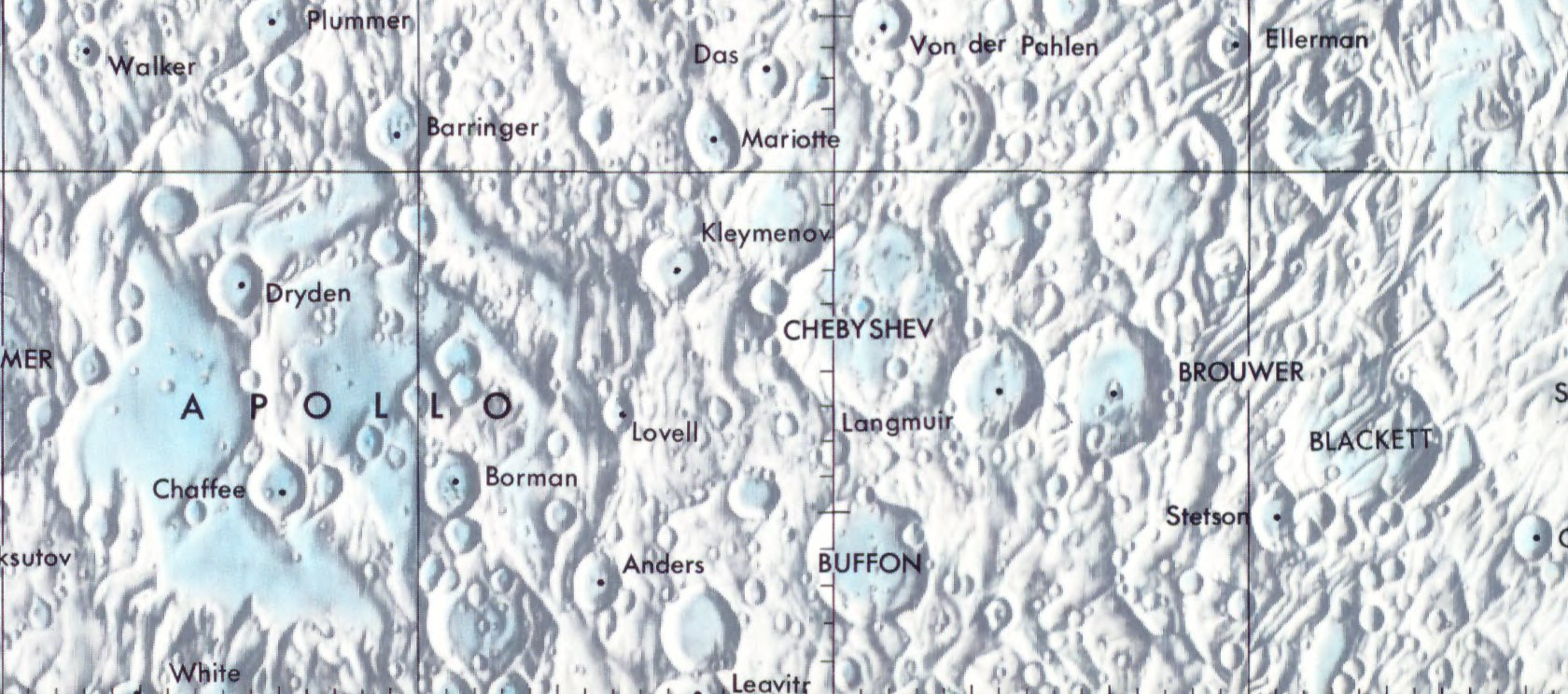
Localització de Brouwer (centre dreta de la imatge)
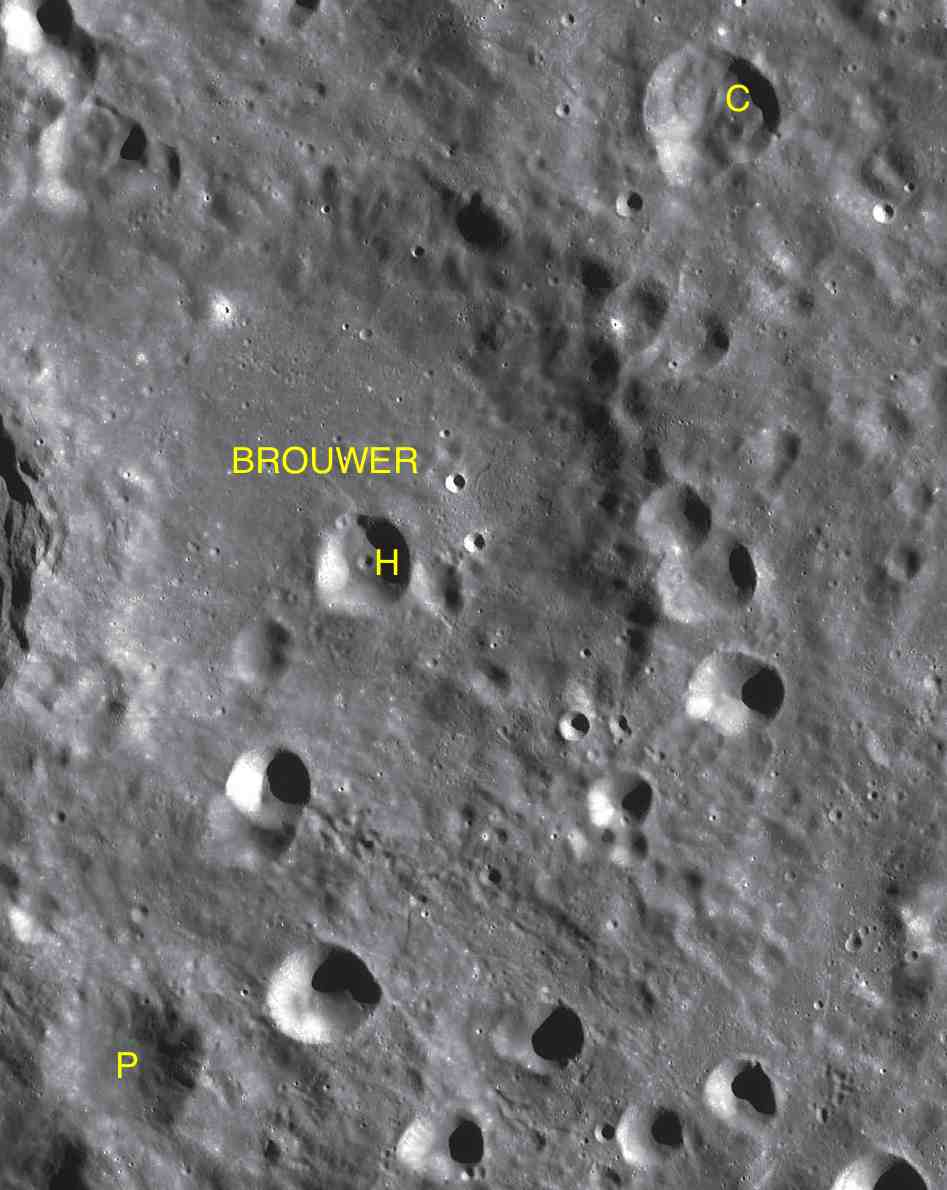
Cràters satèl·lit
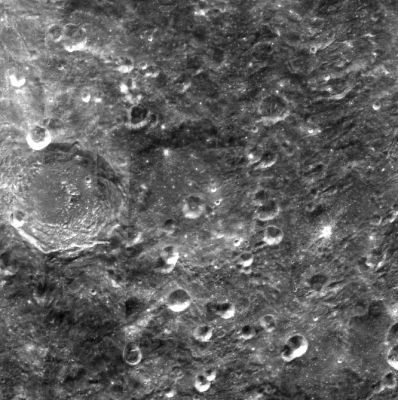
Fotografia de la missió Clementine (1994)

Es tracta d'una formació de cràters antics, amb una vora que ha estat fortament desgastada a causa d'impactes posteriors. El costat est i nord de la vora encara es poden endevinar en el terreny irregular, però la vora sud està gairebé completament desintegrada. El sòl interior és aspre a la meitat sud-est, i una mica més anivellat i més suau a nord-oest. Just al sud-est del punt mig del cràter està situat al cràter satèl·lit Brouwer H. Si el cràter hagués posseït alguna vegada un pic central, segurament va ser esborrat per aquesta última formació.

## Cràters satèl·lit
Per convenció aquests elements són identificats en els mapes lunars posant la lletra en el costat del punt central del cràter que està més proper a Brouwer.
| Brouwer | Coordenades                            | Diàmetre |
| ------- | -------------------------------------- | -------- |
| C       | 33° 24′ S, 122° 06′ O / 33.4°S,122.1°O | 26 km    |
| H       | 35° 54′ S, 124° 24′ O / 35.9°S,124.4°O | 19 km    |
| P       | 38° 36′ S, 126° 30′ O / 38.6°S,126.5°O | 29 km    |